# Fiorentina (mela)
La Fiorentina è un'antica varietà di mela coltivata nel comune di Pieve Santo Stefano. La cultivar è a rischio d'estinzione. È probabile che la varietà fosse diffusa nella zona precedentemente rispetto alle varietà prodotte col miglioramento genetico.

## Descrizione
Il frutto nella zona d'origine si raccoglie dopo la festività di san Francesco (4 ottobre). I frutti hanno elevata serbevolezza, e si conservano agevolmente in pomaio, fino alla primavera successiva la raccolta.
La polpa dei frutti risulta dolce e croccante all'assaggio, pur lasciando un retrogusto lievemente acidulo. La sua grana è fine e compatta, succosa e di ottimo sapore. I frutti tuttavia sono piccoli, arrivando solo fino a 100g. Le piccole mele si presentano piatte, e di sezione circolare, simmetriche, con un peduncolo corto. La buccia è liscia, senza pruina e ruggine, con piccole lenticelle. Il colore di fondo è giallo, con un sovracolore rosa dove il sole illumina il frutto. Il frutto resiste ottimamente alla manipolazione.

## Cure colturali
Le piante superstiti di questa varietà sono caratterizzate da dimensioni notevoli e età rispettabili. Tali piante non sono normalmente sottoposte a cure colturali, pur continuando a portare frutto, il che ci rende liberi di pensare che questa varietà sia assai resistente agli stress di tipo biotico e fisico. La forma tradizionale d'allevamento è il vaso e l'innesto è il franco.
L'albero ha un'elevata vigoria vegetativa e un portamento normale, con una produttività elevata e costante.
Le piante del comune di Pieve Santo Stefano si sono dimostrare insensibili ad afidi, oidio e ticchiolatura, non presentando patologie di rilievo sui frutti al momento della raccolta.

## Uso alimentare
Le mele venivano consumate fresche per tutto l'inverno, ma potevano essere anche cotte o utilizzate come ingrediente per piatti tradizionali.

## Altri utilizzi
Questa varietà, come altre a buccia spessa, poteva essere utilizzata, una volta svuotata della polpa, per fabbricare piccoli lumini per addobbare la tavola.